# 이스트우드 경기장
이스트우드 필드(Eastwood Field)는 미국 오하이오주 나일스에 위치한 마이너 리그 야구 경기장이다. 현재 MLB 드래프트 리그의 대학 여름 야구팀인 마호닝 밸리 스크래퍼 팀의 홈 구장이다.

## 역사
이스트우드 경기장은 1999년 시즌에 문을 열었다. 공식 좌석 수는 6,000석이며, 이름은 2003년 미국 국도 422번의 카파로 소유지인 이스트우드 몰(Eastwood Mall)과 같게 하기 위해 2003년 이스트우드 필드(Eastwood Field)로 지었다. 2012년 8월 14일, 경기장은 2012년 뉴욕-펜 올스타 게임을 개최했다. 2015년 가을 실험 풋볼 리그는 보스턴 브롤러즈 프랜차이즈가 매호닝 밸리 브롤러즈로 이스트우드 필드에서 홈 게임을 하게 될 것이라고 발표했지만 팀은 첫 경기 전에 운영을 중단하였다.

## 임차인 및 행사
이스트우드 경기장은 영스타운 스테이트 펭귄스팀과 인터트리 카운티 리그 시니어 야구 팀의 홈구장이다. 야구 외에도 경기장에서는 매년 수많은 콘서트나 기타 엔터테인먼트 행사가 개최된다. 배드 컴퍼니, 넬리, 쿨 & 더 갱, 비치 보이스, 케니 로저스, 포리너가 공연하였다.